# 北條寺
北條寺（ほうじょうじ）は、静岡県伊豆の国市にある臨済宗建長寺派の寺院。

## 歴史
平安時代末期、北条義時の開基とされる。義時の嫡子「安千代丸」が大蛇に襲われて亡くなった際に息子の菩提を弔うべく自分の所領に寺を創建したのが寺の起源とされる。
その後、義時が亡くなった際に、後継者の泰時によってこの寺に葬られている。
このように鎌倉幕府の実力者北条氏所縁の寺ということから、多くの寺宝を所蔵している。静岡県の文化財に指定されている「木造阿弥陀如来坐像」「木造観音菩薩坐像」「牡丹鳥獣文繍帳」の他にも、古文書などを所蔵している。
2022年（令和4年）、義時を主人公とするNHK大河ドラマ『鎌倉殿の13人』が放映されると、普段の参拝者は月100人程度だったものが、放映開始後は「聖地巡礼」ということで月3,000人と30倍になったという。

## 文化財
- 木造阿弥陀如来坐像（静岡県指定有形文化財 昭和52年3月18日指定）[4]
- 木造観音菩薩坐像（静岡県指定有形文化財 昭和52年3月18日指定）[5]
- 牡丹鳥獣文繍帳（静岡県指定有形文化財 昭和52年3月18日指定）[6]

## 交通アクセス
- 韮山駅より徒歩25分。